# Abarema
Abarema, biljni rod velikog drveća iz porodice mahunarki (bobovki) s oko tridesetak vrsta.
Ove vrste rastu tropskim predjelima Amerike, na sjeveru od Meksika (Abarema idiopoda) na jug do Bolivije. Najviše vrsta ima u bazenu Amazone i Gvajanskom gorju.

## Vrste
1. Abarema adenophora (Ducke) Barneby & J.W.Grimes
2. Abarema auriculata (Benth.) Barneby & J.W.Grimes
3. Abarema barbouriana (Standl.) Barneby & J.W.Grimes
4. Abarema barnebyana Iganci & M.P.Lima
5. Abarema brachystachya (DC.) Barneby & J.W.Grimes
6. Abarema callejasii Barneby & J.W.Grimes
7. Abarema campestris (Spruce ex Benth.) Barneby & J.W.Grimes
8. Abarema centiflora Barneby & J.W.Grimes
9. Abarema cochleata (Willd.) Barneby & J.W.Grimes
10. Abarema cochliacarpos (Gomes) Barneby & J.W.Grimes
11. Abarema commutata Barneby & J.W.Grimes
12. Abarema curvicarpa (H.S.Irwin) Barneby & J.Grimes
13. Abarema diamantina E.Guerra, Iganci & M.P.Morim
14. Abarema ferruginea (Benth.) Pittier
15. Abarema filamentosa (Benth.) Pittier
16. Abarema floribunda (Spruce ex Benth.) Barneby & J.W.Grimes
17. Abarema gallorum Barneby & J.W.Grimes
18. Abarema ganymedea Barneby & J.W.Grimes
19. Abarema idiopoda (S.F.Blake) Barneby & J.W.Grimes
20. Abarema josephi Barneby & J.W.Grimes
21. Abarema jupunba (Willd.) Britton & Killip
22. Abarema laeta (Benth.) Barneby & J.W.Grimes
23. Abarema langsdorffii (Benth.) Barneby & J.W.Grimes
24. Abarema leucophylla (Spruce ex Benth.) Barneby & J.W.Grimes
25. Abarema levelii (R.S.Cowan) Barneby & J.W.Grimes
26. Abarema limae Iganci & M.P.Lima
27. Abarema longipedunculata (H.S.Irwin) Barneby & J.W.Grimes
28. Abarema macradenia (Pittier) Barneby & J.W.Grimes
29. Abarema maestrensis (Urb.) Bässler
30. Abarema mataybifolia (Sandwith) Barneby & J.W.Grimes
31. Abarema microcalyx (Spruce ex Benth.) Barneby & J.W.Grimes
32. Abarema oxyphyllidia Barneby & J.W.Grimes
33. Abarema piresii Barneby & J.Grimes
34. Abarema turbinata (Benth.) Barneby & J.W.Grimes
35. Abarema villifera (Ducke) Barneby & J.W.Grimes
36. Abarema villosa Iganci & M.P.Lima
37. Abarema zolleriana (Standl. & Steyerm.) Barneby & J.W.Grimes